# Republika Zielonego Przylądka na Mistrzostwach Świata w Lekkoatletyce 2023
Republika Zielonego Przylądka na Mistrzostwach Świata w Lekkoatletyce 2023 – reprezentacja Republiki Zielonego Przylądka podczas mistrzostw świata w Budapeszcie liczyła jednego zawodnika.

## Skład reprezentacji

### Mężczyźni
| Zawodnik      | Konkurencja    | Eliminacje | Eliminacje | Finał | Finał   | Źródło |
| Zawodnik      | Konkurencja    | Wynik      | Pozycja    | Wynik | Pozycja | Źródło |
| ------------- | -------------- | ---------- | ---------- | ----- | ------- | ------ |
| Samuel Freire | Bieg na 5000 m | 14:03,14   | 40.        | NQ    | NQ      | [ 1 ]  |